# Horní Ves
Horní Ves é uma comuna checa localizada na região de Vysočina, distrito de Pelhřimov.